# Ceratolobus kingianus
Ceratolobus kingianus är en enhjärtbladig växtart som beskrevs av Odoardo Beccari och Joseph Dalton Hooker. Ceratolobus kingianus ingår i släktet Ceratolobus och familjen Arecaceae. Inga underarter finns listade i Catalogue of Life.